# Bernhard Pollack

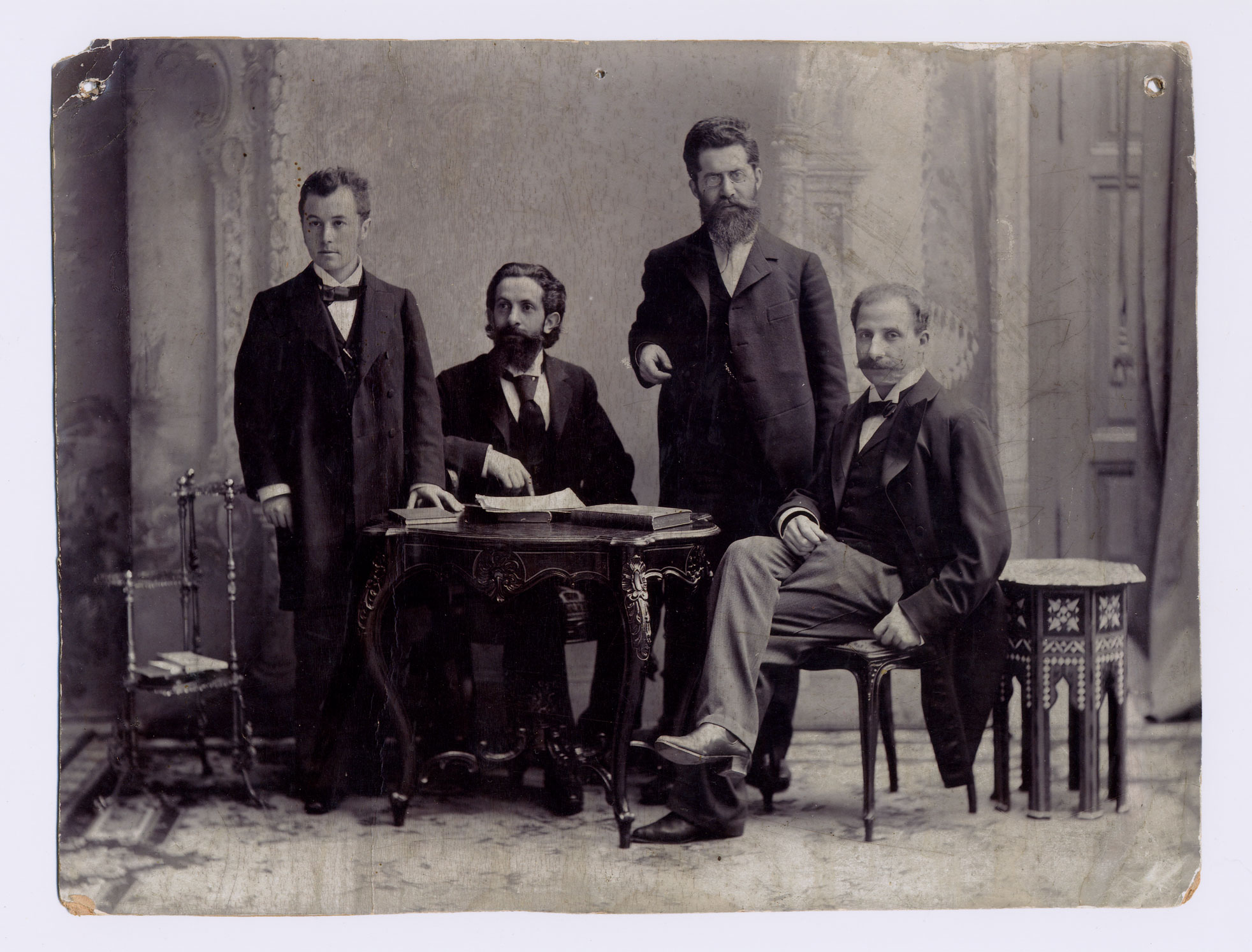
Od lewej Siegfried Kalischer, Edward Flatau, Louis Jacobsohn-Lask, Bernhard Pollack. Około roku 1900 w Berlinie

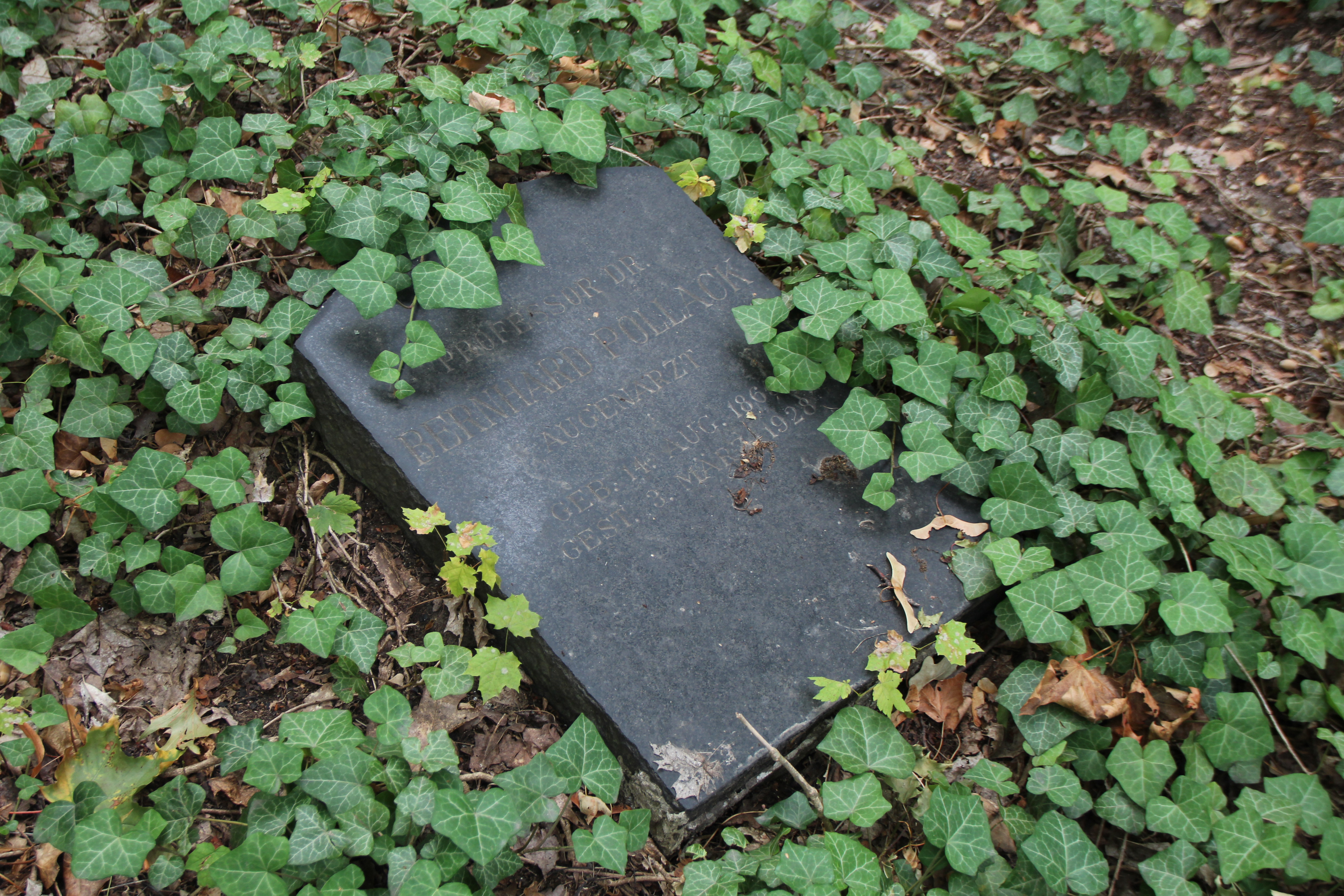
Grób Bernharda Pollacka na Cmentarzu żydowskim w Berlinie-Weißensee

Bernhard Pollack (ur. 14 sierpnia 1865, zm. 3 marca 1928 w Berlinie) – niemiecki lekarz okulista i neuroanatom praktykujący w Berlinie, profesor okulistyki Uniwersytetu Fryderyka Wilhelma w Berlinie, pianista.

## Życiorys
Jego ojciec Jakob Pollack był kupcem w Berlinie, matka z domu Ledermann pochodziła ze Śląska. Miał dwóch starszych braci, Josepha i Paula. Siostra Clara (1857–1896) była matką Richarda Lichtheima. Druga siostra Betty zamężna Friedmann została zamordowana w Auschwitz.
Studiował na Uniwersytecie w Heidelbergu i Uniwersytecie w Lipsku, w 1893 przedstawił dysertację doktorską poświęconą przerzutowym nowotworom płuc, przygotowaną pod kierunkiem Carla Weigerta. Po ukończeniu studiów osiadł w Berlinie. Tam pracował jako asystent w poliklinice Emanuela Mendla od 1898 do 1904 roku, w I Instytucie Anatomicznym u Wilhelma Waldeyera, w Instytucie Chorób Zakaźnych Roberta Kocha i w Klinice Ocznej Paula Silexa. W pracowni Mendla współpracował i zaprzyjaźnił się z polskim neurologiem Edwardem Flatauem, opisał jego metodę przecięć włókien w swojej książce. Publikował też prace z Maxem Bielschowskym. Na początku 1897 roku opublikował podręcznik Die Färbetechnik für das Nervensystem poświęcony zagadnieniu technik mikroskopowego barwienia preparatów neuroanatomicznych, przetłumaczony na angielski i francuski. W 1905 roku ukazało się trzecie wydanie książki w języku niemieckim. 
W 1919 roku został profesorem okulistyki na Uniwersytecie Fryderyka Wilhelma w Berlinie. Zmarł w 1928 roku, pochowany jest na Cmentarzu żydowskim w Berlinie-Weißensee (kwatera H2). Jego ostatnia praca pojawiła się w Księdze pamiątkowej Edwarda Flataua w roku 1929.
Poza praktyką lekarską, Pollack był uznanym pianistą. Był uczniem Maurycego Moszkowskiego w Berlinie. Występował z Fritzem Kreislerem i ze skrzypkiem Josephem Szigetim. Do grona jego znajomych należeli Emil von Sauer, Moriz Rosenthal, Teresa Carreño, Józef Hofmann, Leopold Godowsky i Fannie Bloomfield-Zeisler. W 1911 roku był jednym z założycieli i pierwszym dyrygentem Orkiestry Lekarzy Berlińskich.
Był pierwszym mężem aktorki i sopranistki Fritzi Massary (1882–1969). Małżeństwo trwało krótko. W 1912 roku Pollack ożenił się po raz drugi, z baronówną Marie Elisabeth (Miky) Popper von Podhrágy (1887–1922), córką Bertholda Freiherr Popper von Podhrágy (1857–1929) i Kathariny Löwenstein; mieli jednego syna, Hannsa.

## Wybrane prace
- Ueber metastatische Lungentumoren. Inauguraldissertation. Heidelberg, 1893
- Einige Bemerkungen über die Neuroglia und Neurogliafärbung. „Archiv für mikroskopische Anatomie”. 48 (1), s. 274–280, 1896. DOI: 10.1007/BF02977432.
- Fortschritte der microscopischen Technik für die Untersuchung des Nervensystems. „Monatsschrift für Psychiatrie und Neurologie”. 2 (4), s. 299–306, 1897. DOI: 10.1159/000228868.
- Kempner W., Pollack B. Die Wirkung des Botulismustoxins (Fleischgiftes) und seines specifischen Antitoxins auf die Nervenzellen. Deutsche Medizinische Wochenschrift 23, s. 505–507, 1897
- Neuere Arbeiten aus dem Gebiete der mikroskopischen Anatomie des Nervensystems, mit Einschluss des Faserverlaufs, „Monatsschrift für Psychiatrie und Neurologie”, 3 (2), 1898, s. 196–201, DOI: 10.1159/000228793.
- Bericht über die Vorträge aus dem Gebiete der Neurologie auf dem XV. Congress für innere Medicin zu Berlin, 9.—12. Juni 1897. „Monatsschrift für Psychiatrie und Neurologie”. 2 (2), s. 163–169, 1897. DOI: 10.1159/000228855.
- Methods of Staining the Nervous System. newcastle.edu.au. [zarchiwizowane z tego adresu (2009-10-17)].; Translated from the second German edition by William R. Jack. Glasgow: F. Bauermeister; London: Whittaker & Co., 1899
- Les méthodes de préparation et de coloration du système nerveux; traduit de l'allemand par Jean Nicolaidi. Paris: Carré & Naud, 1900
- Verhalten der Sclera bei Panophthalmie. Zeitschrift für Augenheilkunde 9, s.  218–223, 1903
- Bielschowsky M., Pollack B. Zur Kenntnis der Innervation des Siugethierauges. Neurologisches Centralblatt 23, 387, 1904
- Kurzezunge, Pollack B. Ein Fall von primärer Neubildung auf der Papille des Optikus. Zeitschrift für Augenheilkunde 10 (4), 1904
- Die Färbetechnik für das Nervensystem. Berlin: S. Karger, 1905
- Kostenlose Augenuntersuchung: eine Warnung. Der praktische Arzt 10, 215–221, 248–250, 1916
- Geheimrat Professor Dr. Silex. Beliner Tageblatt 47, s. 3 (18.3.1918)
- Gliom des Optikus. Berliner klinische Wochenschrift 58, s. 210–211, 1921
- Demonstration einer Filaria Loa. Klinische Wochenschrift 2, 1621, 1923
- Erinnerungen an Moritz Moszkowski. Berliner Tagelblatt Handels-Zeitung 54, s. 2-3 (14.3.1925)
- „Gliom des Nervus opticus”. W: Bornsztajn M. (red.) Księga jubileuszowa Edwarda Flataua. Warszawa: Gebethner-Wolff, 1929 s. 595–600